# Iguanidae
Iguanidae este o familie de șopârle compusă din iguane, chuckwallas și rudele lor preistorice.

## Taxonomie
Conform cercetărilor științifice, Iguanidae este considerată a fi înrudită cu familia de șopârle cu guler, Crotaphytidae, iar cele două grupuri au divergat în timpul Cretacicului târziu. Există dovezi fosile ale unor genuri timpurii de iguane, cum ar fi Pristiguana și Pariguana, care au fost descoperite în această perioadă.
Se estimează că subfamilia Iguaninae, care include toate genurile moderne de iguane, a apărut în Paleocenul timpuriu, acum aproximativ 62 de milioane de ani. Dipsosaurus, cel mai primitiv gen din această subfamilie, s-a separat de celelalte genuri din Iguaninae în timpul Eocenului târziu, acum aproximativ 38 de milioane de ani, în timp ce Brachylophus a apărut cu câteva milioane de ani mai târziu, după ce a migrat în regiunea Pacificului, acum aproximativ 35 de milioane de ani. Celelalte genuri de iguane moderne s-au dezvoltat în timpul perioadei Neogene.
Arborele filogenetic al familiei Iguanidae:
|  | Cachryx                                                      |
|  |                                                              |
|  | \| \| Amblyrhynchus \| \| \| \| \| \| Conolophus \| \| \| \| |
|  |                                                              |
|  | Amblyrhynchus                                                |
|  |                                                              |
|  | Conolophus                                                   |
|  |                                                              |

|  | Amblyrhynchus |
|  |               |
|  | Conolophus    |
|  |               |

|  | Cachryx                                                      |
|  |                                                              |
|  | \| \| Amblyrhynchus \| \| \| \| \| \| Conolophus \| \| \| \| |
|  |                                                              |
|  | Amblyrhynchus                                                |
|  |                                                              |
|  | Conolophus                                                   |
|  |                                                              |

|  | Amblyrhynchus |
|  |               |
|  | Conolophus    |
|  |               |

|  | Iguana     |
|  |            |
|  | Sauromalus |
|  |            |

|  | Cachryx                                                      |
|  |                                                              |
|  | \| \| Amblyrhynchus \| \| \| \| \| \| Conolophus \| \| \| \| |
|  |                                                              |
|  | Amblyrhynchus                                                |
|  |                                                              |
|  | Conolophus                                                   |
|  |                                                              |

|  | Amblyrhynchus |
|  |               |
|  | Conolophus    |
|  |               |

|  | Cachryx                                                      |
|  |                                                              |
|  | \| \| Amblyrhynchus \| \| \| \| \| \| Conolophus \| \| \| \| |
|  |                                                              |
|  | Amblyrhynchus                                                |
|  |                                                              |
|  | Conolophus                                                   |
|  |                                                              |

|  | Amblyrhynchus |
|  |               |
|  | Conolophus    |
|  |               |

|  | Iguana     |
|  |            |
|  | Sauromalus |
|  |            |

|  | Cachryx                                                      |
|  |                                                              |
|  | \| \| Amblyrhynchus \| \| \| \| \| \| Conolophus \| \| \| \| |
|  |                                                              |
|  | Amblyrhynchus                                                |
|  |                                                              |
|  | Conolophus                                                   |
|  |                                                              |

|  | Amblyrhynchus |
|  |               |
|  | Conolophus    |
|  |               |

|  | Cachryx                                                      |
|  |                                                              |
|  | \| \| Amblyrhynchus \| \| \| \| \| \| Conolophus \| \| \| \| |
|  |                                                              |
|  | Amblyrhynchus                                                |
|  |                                                              |
|  | Conolophus                                                   |
|  |                                                              |

|  | Amblyrhynchus |
|  |               |
|  | Conolophus    |
|  |               |

|  | Iguana     |
|  |            |
|  | Sauromalus |
|  |            |

|  | Cachryx                                                      |
|  |                                                              |
|  | \| \| Amblyrhynchus \| \| \| \| \| \| Conolophus \| \| \| \| |
|  |                                                              |
|  | Amblyrhynchus                                                |
|  |                                                              |
|  | Conolophus                                                   |
|  |                                                              |

|  | Amblyrhynchus |
|  |               |
|  | Conolophus    |
|  |               |

|  | Cachryx                                                      |
|  |                                                              |
|  | \| \| Amblyrhynchus \| \| \| \| \| \| Conolophus \| \| \| \| |
|  |                                                              |
|  | Amblyrhynchus                                                |
|  |                                                              |
|  | Conolophus                                                   |
|  |                                                              |

|  | Amblyrhynchus |
|  |               |
|  | Conolophus    |
|  |               |

|  | Iguana     |
|  |            |
|  | Sauromalus |
|  |            |

|  | Cachryx                                                      |
|  |                                                              |
|  | \| \| Amblyrhynchus \| \| \| \| \| \| Conolophus \| \| \| \| |
|  |                                                              |
|  | Amblyrhynchus                                                |
|  |                                                              |
|  | Conolophus                                                   |
|  |                                                              |

|  | Amblyrhynchus |
|  |               |
|  | Conolophus    |
|  |               |

|  | Cachryx                                                      |
|  |                                                              |
|  | \| \| Amblyrhynchus \| \| \| \| \| \| Conolophus \| \| \| \| |
|  |                                                              |
|  | Amblyrhynchus                                                |
|  |                                                              |
|  | Conolophus                                                   |
|  |                                                              |

|  | Amblyrhynchus |
|  |               |
|  | Conolophus    |
|  |               |

|  | Iguana     |
|  |            |
|  | Sauromalus |
|  |            |

|  | Cachryx                                                      |
|  |                                                              |
|  | \| \| Amblyrhynchus \| \| \| \| \| \| Conolophus \| \| \| \| |
|  |                                                              |
|  | Amblyrhynchus                                                |
|  |                                                              |
|  | Conolophus                                                   |
|  |                                                              |

|  | Amblyrhynchus |
|  |               |
|  | Conolophus    |
|  |               |

|  | Cachryx                                                      |
|  |                                                              |
|  | \| \| Amblyrhynchus \| \| \| \| \| \| Conolophus \| \| \| \| |
|  |                                                              |
|  | Amblyrhynchus                                                |
|  |                                                              |
|  | Conolophus                                                   |
|  |                                                              |

|  | Amblyrhynchus |
|  |               |
|  | Conolophus    |
|  |               |

|  | Iguana     |
|  |            |
|  | Sauromalus |
|  |            |

|  | Cachryx                                                      |
|  |                                                              |
|  | \| \| Amblyrhynchus \| \| \| \| \| \| Conolophus \| \| \| \| |
|  |                                                              |
|  | Amblyrhynchus                                                |
|  |                                                              |
|  | Conolophus                                                   |
|  |                                                              |

|  | Amblyrhynchus |
|  |               |
|  | Conolophus    |
|  |               |

|  | Cachryx                                                      |
|  |                                                              |
|  | \| \| Amblyrhynchus \| \| \| \| \| \| Conolophus \| \| \| \| |
|  |                                                              |
|  | Amblyrhynchus                                                |
|  |                                                              |
|  | Conolophus                                                   |
|  |                                                              |

|  | Amblyrhynchus |
|  |               |
|  | Conolophus    |
|  |               |

|  | Iguana     |
|  |            |
|  | Sauromalus |
|  |            |

|  | Cachryx                                                      |
|  |                                                              |
|  | \| \| Amblyrhynchus \| \| \| \| \| \| Conolophus \| \| \| \| |
|  |                                                              |
|  | Amblyrhynchus                                                |
|  |                                                              |
|  | Conolophus                                                   |
|  |                                                              |

|  | Amblyrhynchus |
|  |               |
|  | Conolophus    |
|  |               |

|  | Cachryx                                                      |
|  |                                                              |
|  | \| \| Amblyrhynchus \| \| \| \| \| \| Conolophus \| \| \| \| |
|  |                                                              |
|  | Amblyrhynchus                                                |
|  |                                                              |
|  | Conolophus                                                   |
|  |                                                              |

|  | Amblyrhynchus |
|  |               |
|  | Conolophus    |
|  |               |

|  | Iguana     |
|  |            |
|  | Sauromalus |
|  |            |

|  | Cachryx                                                      |
|  |                                                              |
|  | \| \| Amblyrhynchus \| \| \| \| \| \| Conolophus \| \| \| \| |
|  |                                                              |
|  | Amblyrhynchus                                                |
|  |                                                              |
|  | Conolophus                                                   |
|  |                                                              |

|  | Amblyrhynchus |
|  |               |
|  | Conolophus    |
|  |               |

|  | Cachryx                                                      |
|  |                                                              |
|  | \| \| Amblyrhynchus \| \| \| \| \| \| Conolophus \| \| \| \| |
|  |                                                              |
|  | Amblyrhynchus                                                |
|  |                                                              |
|  | Conolophus                                                   |
|  |                                                              |

|  | Amblyrhynchus |
|  |               |
|  | Conolophus    |
|  |               |

|  | Iguana     |
|  |            |
|  | Sauromalus |
|  |            |

|  | Cachryx                                                      |
|  |                                                              |
|  | \| \| Amblyrhynchus \| \| \| \| \| \| Conolophus \| \| \| \| |
|  |                                                              |
|  | Amblyrhynchus                                                |
|  |                                                              |
|  | Conolophus                                                   |
|  |                                                              |

|  | Amblyrhynchus |
|  |               |
|  | Conolophus    |
|  |               |

|  | Cachryx                                                      |
|  |                                                              |
|  | \| \| Amblyrhynchus \| \| \| \| \| \| Conolophus \| \| \| \| |
|  |                                                              |
|  | Amblyrhynchus                                                |
|  |                                                              |
|  | Conolophus                                                   |
|  |                                                              |

|  | Amblyrhynchus |
|  |               |
|  | Conolophus    |
|  |               |

|  | Iguana     |
|  |            |
|  | Sauromalus |
|  |            |

|  | Cachryx                                                      |
|  |                                                              |
|  | \| \| Amblyrhynchus \| \| \| \| \| \| Conolophus \| \| \| \| |
|  |                                                              |
|  | Amblyrhynchus                                                |
|  |                                                              |
|  | Conolophus                                                   |
|  |                                                              |

|  | Amblyrhynchus |
|  |               |
|  | Conolophus    |
|  |               |

|  | Cachryx                                                      |
|  |                                                              |
|  | \| \| Amblyrhynchus \| \| \| \| \| \| Conolophus \| \| \| \| |
|  |                                                              |
|  | Amblyrhynchus                                                |
|  |                                                              |
|  | Conolophus                                                   |
|  |                                                              |

|  | Amblyrhynchus |
|  |               |
|  | Conolophus    |
|  |               |

|  | Iguana     |
|  |            |
|  | Sauromalus |
|  |            |

|  | Cachryx                                                      |
|  |                                                              |
|  | \| \| Amblyrhynchus \| \| \| \| \| \| Conolophus \| \| \| \| |
|  |                                                              |
|  | Amblyrhynchus                                                |
|  |                                                              |
|  | Conolophus                                                   |
|  |                                                              |

|  | Amblyrhynchus |
|  |               |
|  | Conolophus    |
|  |               |

|  | Cachryx                                                      |
|  |                                                              |
|  | \| \| Amblyrhynchus \| \| \| \| \| \| Conolophus \| \| \| \| |
|  |                                                              |
|  | Amblyrhynchus                                                |
|  |                                                              |
|  | Conolophus                                                   |
|  |                                                              |

|  | Amblyrhynchus |
|  |               |
|  | Conolophus    |
|  |               |

|  | Iguana     |
|  |            |
|  | Sauromalus |
|  |            |

|  | Cachryx                                                      |
|  |                                                              |
|  | \| \| Amblyrhynchus \| \| \| \| \| \| Conolophus \| \| \| \| |
|  |                                                              |
|  | Amblyrhynchus                                                |
|  |                                                              |
|  | Conolophus                                                   |
|  |                                                              |

|  | Amblyrhynchus |
|  |               |
|  | Conolophus    |
|  |               |

|  | Cachryx                                                      |
|  |                                                              |
|  | \| \| Amblyrhynchus \| \| \| \| \| \| Conolophus \| \| \| \| |
|  |                                                              |
|  | Amblyrhynchus                                                |
|  |                                                              |
|  | Conolophus                                                   |
|  |                                                              |

|  | Amblyrhynchus |
|  |               |
|  | Conolophus    |
|  |               |

|  | Iguana     |
|  |            |
|  | Sauromalus |
|  |            |

|  | Cachryx                                                      |
|  |                                                              |
|  | \| \| Amblyrhynchus \| \| \| \| \| \| Conolophus \| \| \| \| |
|  |                                                              |
|  | Amblyrhynchus                                                |
|  |                                                              |
|  | Conolophus                                                   |
|  |                                                              |

|  | Amblyrhynchus |
|  |               |
|  | Conolophus    |
|  |               |

|  | Cachryx                                                      |
|  |                                                              |
|  | \| \| Amblyrhynchus \| \| \| \| \| \| Conolophus \| \| \| \| |
|  |                                                              |
|  | Amblyrhynchus                                                |
|  |                                                              |
|  | Conolophus                                                   |
|  |                                                              |

|  | Amblyrhynchus |
|  |               |
|  | Conolophus    |
|  |               |

|  | Iguana     |
|  |            |
|  | Sauromalus |
|  |            |

|  | Cachryx                                                      |
|  |                                                              |
|  | \| \| Amblyrhynchus \| \| \| \| \| \| Conolophus \| \| \| \| |
|  |                                                              |
|  | Amblyrhynchus                                                |
|  |                                                              |
|  | Conolophus                                                   |
|  |                                                              |

|  | Amblyrhynchus |
|  |               |
|  | Conolophus    |
|  |               |

|  | Cachryx                                                      |
|  |                                                              |
|  | \| \| Amblyrhynchus \| \| \| \| \| \| Conolophus \| \| \| \| |
|  |                                                              |
|  | Amblyrhynchus                                                |
|  |                                                              |
|  | Conolophus                                                   |
|  |                                                              |

|  | Amblyrhynchus |
|  |               |
|  | Conolophus    |
|  |               |

|  | Iguana     |
|  |            |
|  | Sauromalus |
|  |            |

|  | Cachryx                                                      |
|  |                                                              |
|  | \| \| Amblyrhynchus \| \| \| \| \| \| Conolophus \| \| \| \| |
|  |                                                              |
|  | Amblyrhynchus                                                |
|  |                                                              |
|  | Conolophus                                                   |
|  |                                                              |

|  | Amblyrhynchus |
|  |               |
|  | Conolophus    |
|  |               |

|  | Cachryx                                                      |
|  |                                                              |
|  | \| \| Amblyrhynchus \| \| \| \| \| \| Conolophus \| \| \| \| |
|  |                                                              |
|  | Amblyrhynchus                                                |
|  |                                                              |
|  | Conolophus                                                   |
|  |                                                              |

|  | Amblyrhynchus |
|  |               |
|  | Conolophus    |
|  |               |

|  | Iguana     |
|  |            |
|  | Sauromalus |
|  |            |

## Descriere
Iguanele și speciile de tip iguană sunt extrem de variate în ceea ce privește dimensiunea, aspectul și habitatul. Acestea pot fi întâlnite în habitatul tropical cald din America de Sud, insulele din Caraibe și din Pacific, și unele zone din sudul Statelor Unite. Iguanele se deosebesc prin prezența unor spini dorsali pe spate, o creastă pe gât, gheare ascuțite, o coadă lungă și robustă, asemănătoare unui bici, și o postură ghemuită. Deși majoritatea iguanelor sunt arboricole și preferă să trăiască în copaci, există și specii care sunt mai mult terestre și preferă solul. Iguanele sunt, în general, ierbivore și dieta lor se bazează pe plantele disponibile în habitatul lor. Cu toate acestea, unele specii pot fi și insectivore sau frugivore. De asemenea, acestea sunt cunoscute pentru comportamentul lor de a mânca solul, ceea ce le ajută să asimileze minerale și alte substanțe nutritive importante.
În ceea ce privește reproducerea, majoritatea iguanelor sunt ovipare și prezintă puțină sau deloc îngrijire parentală după eclozarea ouălor. Cu toate acestea, ele pot avea un comportament de pază a cuibului și pot depune ouăle în locuri sigure pentru a le proteja de prădători.
La fel ca toate reptilele, iguanele sunt poikilotermice și se bazează pe perioade regulate de scăldare sub soare pentru a-și regla temperatura corpului. Unele specii, cum ar fi iguana marină, pot petrece o mare parte din timp în apă și sunt capabile să respire sub apă pentru perioade scurte de timp.

## Răspândirea
Majoritatea genurilor moderne de iguane sunt originare din America, întinzându-se de la deșerturile din sud-vestul Statelor Unite, prin Mexic, America Centrală și Caraibe, până în America de Sud și în nordul Argentinei. Cu toate acestea, unele specii, cum ar fi Iguana iguana, s-au răspândit din regiunile lor native din America Centrală și de Sud în multe insule din Pacific, inclusiv în Fiji, Japonia și Hawaii, datorită comerțului cu animale de companie exotice și introducerilor ilegale în ecosisteme. Alte iguane, cum ar fi iguana roz din Galapagos (Conolophus marthae), sunt endemice doar pentru anumite regiuni din insulele Galapagos. De asemenea, iguana albastră din Grand Cayman (Cyclura lewisi) este endemică doar pentru insula Grand Cayman și se găsește doar într-o mică rezervație naturală.
Există, de asemenea, câteva specii de iguane care nu sunt originare din America, inclusiv membrii genului Brachylophus și specia dispărută Lapitiguana, care se găsesc în Fiji și, anterior, în Tonga. Se crede că distribuția lor este rezultatul celui mai lung eveniment de dispersie pe apă înregistrat vreodată pentru o specie de vertebrate, acestea străbătând peste 8.000 km prin Pacific, din America până în Fiji și Tonga.

## Genuri existente
| Imagine | Gen                                               | Specii |
| ------- | ------------------------------------------------- | --- |
|         | Amblyrhynchus – Iguana marină                     | - Iguana marină, Amblyrhynchus cristatus |
|         | Brachylophus – Iguana din Fiji/Tonga              | - Iguana cu bandă din Lau, Brachylophus fasciatus - Iguana cu creastă din Fiji, Brachylophus vitiensis - Iguana cu bandă din Fiji, Brachylophus bulabula - Iguana Gau, Brachylophus gau |
|         | Cachryx – Iguane cu coadă spinoasă                | - Iguana cu coadă spinoasă din Campeche, Cachryx alfredschmidti - Iguana cu coadă spinoasă din Yucatan, Cachryx defensor |
|         | Conolophus – Iguane de uscat din Galapagos        | - Iguana de Santa Fe, Conolophus pallidus - Iguana de uscat din Galapagos, Conolophus subcristatus - Iguana de uscat roză din Galapagos, Conolophus marthae |
|         | Ctenosaura – Iguane cu coadă spinoasă             | - Ctenosaura acanthura - Ctenosaura alfredschmidti - Ctenosaura bakeri - Ctenosaura clarki - Ctenosaura conspicuosa - Ctenosaura defensor - Ctenosaura flavidorsalis - Ctenosaura hemilopha - Ctenosaura macrolopha - Ctenosaura melanosterna - Ctenosaura nolascensis - Ctenosaura oaxacana - Ctenosaura oedirhina - Ctenosaura palearis - Ctenosaura pectinata - Ctenosaura quinquecarinata - Ctenosaura similis |
|         | Cyclura – Iguane de stâncă din Caraibe            | - Iguana de stâncă Turks and Caicos, Cyclura carinata - Iguana lui Bartsch, Cyclura carinata bartschi - Iguana jamaicană, Cyclura collei - Iguana rinoceron, Cyclura cornuta - Iguana de stâncă din Bahamas de Nord, Cyclura cychlura - Iguana din Insula Andros, Cyclura cychlura cychlura - Iguana din Insula Exuma, Cyclura cychlura figginsi - Iguana Allen Cays, Cyclura cychlura inornata - Iguana albastră din Grand Cayman, Cyclura lewisi - Iguana cubaneză, Cyclura nubila - Iguana din Insulele Cayman, Cyclura nubila caymanensis - Iguana de sol Anegada, Cyclura pinguis - Iguana lui Ricord, Cyclura ricordii - San Salvador iguana, Cyclura rileyi - Iguana White Cay, Cyclura rileyi cristata - Iguana Acklins, Cyclura rileyi nuchalis - Iguana de sol Mona, Cyclura stejnegeri |
|         | Dipsosaurus                                       | - Iguana de deșert, Dipsosaurus dorsalis - Iguana de deșert Catalina, Dipsosaurus catalinensis |
|         | Iguana – Iguane verzi și iguane din Antilele Mici | - Iguana din Antilele Mici, I. delicatissima - Iguana verde, I. iguana |
|         | Sauromalus – chuckwallas                          | - Sauromalus ater - Sauromalus australis - Sauromalus hispidus - Sauromalus klauberi - Sauromalus slevini - Sauromalus varius |

## Fosile
| Imagine | Gen           | Specii                       |
| ------- | ------------- | ---------------------------- |
|         | Armandisaurus | - † Armandisaurus explorator |
|         | Lapitiguana   | - † Lapitiguana impensa      |
|         | Pumilia       | - † Pumilia novaceki         |
|         | Pristiguana   | - † Pristiguana brasiliensis |
|         | Pariguana     | - † Pariguana lancensis      |

## Clasificare
În trecut, au existat mai multe scheme de clasificare utilizate pentru a defini structura familiei Iguanidae. Clasificarea "istorică" recunoștea toți iguanienii din Lumea Nouă, plus Brachylophus și oplurinele din Madagascar, ca grupuri informale și nu ca subfamilii formale. Această clasificare nu a recunoscut nicio subfamilie formală în cadrul familiei Iguanidae.
Frost ș.a. în 1989 au definit aceste grupări informale ca fiind familii.
Macey J. R. ș.a. în anul 1997, au efectuat o analiză moleculară a șopârlelor iguane și au recuperat o Iguanidae monogenetică. În cadrul acestei analize, au recunoscut cele opt familii propuse de Frost și Etheridge (1989) ca subfamilii de Iguanidae.
Schulte ș.a. în anul 2003, au efectuat o analiză a datelor morfologice și moleculare ale iguanelor, inclusiv a celor opt subfamilii propuse de Frost și Etheridge (1989). În cadrul acestei analize, au recuperat o Iguanidae monofiletică, dar au constatat că subfamiliile Polychrotinae și Tropidurinae nu erau monofiletice. Acest lucru sugerează că aceste subfamilii au fost grupate în mod incorect și că o reevaluare a relațiilor filogenetice ale iguanidelor ar fi necesară.
Townsend ș.a. în 2011, Wiens ș.a. în 2012 și Pyron ș.a. în 2013 au publicat filogenii cuprinzătoare ale iguanelor, care au dus la o definiție mai restrânsă a familiei Iguanidae.
Aceste studii au recunoscut majoritatea grupurilor la nivel de familie, inclusiv Polychrotidae, Leiocephalidae și Tropiduridae, care au fost anterior recunoscute ca subfamilii ale Iguanidae. Această nouă clasificare a dus la o definiție mai restrânsă a Iguanidae, care include doar iguanidele din Lumea Nouă și unele specii din Madagascar, cum ar fi oplurinele din familia Opluridae.

### Clasificarea istorică
Familia Iguanidae
- Anoloide: anole, leiosauri, Polychrus
- Basiliscines: șopârle cu cap de cască.
- Crotaphytines: șopârle cu guler și șopârle leopard
- Iguanine: iguane marine, de Fiji, de uscat din Galapagos, cu coadă spinoasă, de stâncă, de deșert, verzi și chuckwalla.
- Morunasauri: șopârle de pădure, șopârle de lemn, șopârle cu coadă de club
- Oplurine: iguanidele din Madagascar
- Sceloporine: șopârle fără urechi, șopârle cu țepi, șopârle de copac, șopârle cu pete laterale și șopârle cu coarne.
- Tropidurines: șopârle cu coadă creț, șopârle sud-americane, șopârle de pământ neotropicale.

### Clasificarea propusă de Frost ș.a. în 1989
Familia Corytophanidae
Familia Crotaphytidae
Familia Hoplocercidae
Familia Iguanidae
- Genul Amblyrhynchus - iguana marină
- Genul Brachylophus - iguane din Fiji/Tonga
- Genul Cachryx - iguane cu coadă spinoasă
- Genul Conolophus - iguane de uscat din Galápagos
- Genul Ctenosaura - iguane cu coadă spinoasă
- Genul Cyclura - iguane de stâncă din Indiile de Vest
- Genul Dipsosaurus - iguana de deșert
- Genul Iguana - iguane verzi și iguane din Antilele Mici
- Genul Sauromalus - chuckwallas
- Genul Armandisaurus (chuckwalla dispărut)
- Genus Lapitiguana (iguana uriașă din Fiji, dispărută)
- Genul Pumilia (iguana din Palm Springs, dispărută)
- Genul Pristiguana (iguana braziliană cretacică)

Familia Opluridae
Familia Phrynosomatidae
Familia Polychridae
Familia Tropiduridae

### Clasificarea propusă de Macey ș.a. în 1997
Familia Iguanidae
- Subfamilia Corytophaninae: șopârle cu cască
- Subfamilia Crotaphytinae: șopârle cu guler și șopârle leopard
- Subfamilia Hoplocercinae: șopârle de pădure, șopârle de lemn, șopârle cu coadă de club
- Subfamilia Iguaninae: iguane marine, de Fiji, de uscat din Galapagos, cu coadă de spin, de stâncă, de deșert, verzi și chuckwalla.
- Subfamilia Oplurinae: iguanidele din Madagascar
- Subfamilia Phrynosomatinae: șopârle fără urechi, șopârle cu țepi, șopârle de copac, șopârle cu pete laterale și șopârle cu coarne
- Subfamilia Polychrotinae: anole, leiosauri, Polychrus
- Subfamilia Tropidurinae: șopârle cu coadă creț, șopârle de pământ neotropicale, șopârle de pământ, șopârle sud-americane

### Clasificarea propusă de Schulte ș.a. în 2003
Schulte et al. (2003) au propus o clasificare a iguanidelor care utilizează termenii de clase, dar care poate fi recunoscută în cadrul nomenclaturii Linnean tradiționale.
Iguanidae
- Corytophaninae: șopârle cu cap de cascador
- Crotaphytinae: șopârle cu guler și șopârle leopard
- Hoplocercinae: șopârle de lemn, șopârle de lemn
- Iguaninae: iguane marine, de Fiji, de pământ din Galapagos, de uscat, de coadă de pinten, de stâncă, de deșert, verzi și chuckwallae.
- Oplurinae: iguanidele din Madagascar
- Phrynosomatinae: șopârle fără urechi, șopârle cu țepi, șopârle de copac, șopârle cu pete laterale și șopârle cu coarne
- Polychrotinae: anole, leiosauri, Polychrus
  - subclasa de Polychrotinae Anolis: anole
  - subclasa Polychrotinae Leiosaurini: leiosauri
    - subclasa Leiosaurini Leiosaurae:
    - subclasa Leiosaurini Anisolepae:

  - subclasa de Polychrotinae Polychrus
- Tropidurinae: șopârle cu coadă creț, șopârle de pământ neotropicale, rândunici sud-americane
  - subclasa Tropidurinae Leiocephalus: șopârle cu coada ondulată
  - subclasa Tropidurinae Liolaemini: rândunici din America de Sud
  - subclasa Tropidurinae Tropidurini: șopârle de pământ neotropicale

### Clasificarea propusă de Townsend ș.a. în 2011, Wiens ș.a. în 2012, Pyron ș.a. în 2013
- Familia Corytophanidae
- Familia Crotaphytidae
- Familia Dactyloidae
- Familia Hoplocercidae
- Familia Iguanidae
- Familia Leiocephalidae
- Familia Leiosauridae
- Familia Liolaemidae
- Familia Opluridae
- Familia Phrynosomatidae
- Familia Polychrotidae
- Familia Tropiduridae